# Truyền thuyết về Quán Tiên
Truyền thuyết về Quán Tiên là một bộ phim điện ảnh Việt Nam năm 2019

## Lịch sử
Bộ phim thuộc thể loại tâm lý chiến tranh do Đinh Tuấn Vũ đạo diễn và Nguyễn Thị Hồng Ngát biên tập kiêm giám đốc sản xuất. Kịch bản được chắp bút bởi Đoàn Tuấn và Xuân Thiều, dựa trên truyện ngắn cùng tên của nhà văn Xuân Thiều. Phim có sự tham gia của các diễn viên Đỗ Thúy Hằng, Hồ Minh Khuê, Hoàng Mai Anh. Lấy bối cảnh vào thời Chiến tranh kháng chiến chống Mỹ, phim kể về ba nữ thanh niên xung phong Mùi, Phượng và Tuyết Lan ở Quán Tiên. Bộ phim khởi chiếu tại Việt Nam từ ngày 22 tháng 5 năm 2020.

## Nội dung
Trong một hang động kỳ lạ giữa rừng già, có ba cô thanh niên xung phong xinh đẹp được giao nhiệm vụ đặc biệt trong khung cảnh bom đạn khốc liệt và sự chết chóc cùng sự xuất hiện của một con vượn đầy bí ẩn.
Mùi (Thúy Hằng), Tuyết Lan (Hoàng Mai Anh) và Phượng (Hồ Minh Khuê) sống trong một hang động trong rừng tại cao điểm của tuyến đường Trường Sơn, ngày ngày tiếp đón các anh lính tới nghỉ chân nên nơi đó còn được gọi là "quán Tiên".
Mùi đã kết hôn nhưng chỉ được ở cùng chồng 3 ngày rồi cách biệt suốt 5 năm trời mà không có một dòng tin. Dù vậy, hình ảnh chồng luôn trong tâm trí của Mùi và niềm tin, tình yêu của cô luôn mạnh mẽ, chiến thắng mọi gian khổ, đau đớn trong cuộc chiến. Lan là cô gái giàu bản năng, khát khao yêu thương nội tâm vô cùng phức tạp. Khi thì Lan mạnh mẽ, hồn nhiên, hài hước, có lúc lại yếu đuối, bi thương, thậm chí đôi khi bản năng chiến thắng lý trí khiến Lan có những biểu hiện bất thường. Còn Phượng - cô em út trong trẻo, mộc mạc, đầy hài hước.

## Diễn xuất
- Đỗ Thúy Hằng vai Mùi
- Hồ Minh Khuê vai Phượng
- Hoàng Mai Anh vai Tuyết Lan
- Trần Việt Hoàng vai Thiệt
- Leo Nguyễn vai Ku Xê
- Lê Hoàng Long vai Quỳnh

## Vinh danh
| Năm  | Lễ trao giải            | Hạng mục                                                  | Đề cử cho      | Kết quả   | Chú thích     |
| ---- | ----------------------- | --------------------------------------------------------- | -------------- | --------- | ------------- |
| 2019 | Liên hoan phim Việt Nam | Bông sen vàng cho Phim điện ảnh xuất sắc nhất             | —              | Đề cử     |               |
| 2019 | Liên hoan phim Việt Nam | Bông sen bạc cho Phim truyện                              | —              | Đoạt giải | [ 7 ] [ 8 ]   |
| 2019 | Liên hoan phim Việt Nam | Biên kịch xuất sắc nhất - Phim điện ảnh                   | Đoàn Tuấn      | Đề cử     |               |
| 2019 | Liên hoan phim Việt Nam | Nữ diễn viên phụ xuất sắc nhất - Phim điện ảnh            | Hồ Minh Khuê   | Đề cử     |               |
| 2019 | Liên hoan phim Việt Nam | Quay phim xuất sắc nhất - Phim điện ảnh                   | Vũ Quốc Tuấn   | Đề cử     |               |
| 2019 | Liên hoan phim Việt Nam | Âm nhạc xuất sắc nhất                                     | Trần Mạnh Hùng | Đoạt giải | [ 7 ] [ 8 ]   |
| 2019 | Liên hoan phim Việt Nam | Thiết kế âm thanh xuất sắc nhất - Phim điện ảnh           | Trần Đức Quang | Đề cử     |               |
| 2020 | Giải cánh diều          | Cánh diều bạc cho Phim điện ảnh xuất sắc nhất             | —              | Đoạt giải | [ 9 ] [ 10 ]  |
| 2020 | Giải cánh diều          | Cánh diều vàng cho Đạo diễn xuất sắc nhất - Phim điện ảnh | Đinh Tuấn Vũ   | Đề cử     |               |
| 2020 | Giải cánh diều          | Nữ diễn viên chính xuất sắc nhất - Phim điện ảnh          | Đỗ Thúy Hằng   | Đề cử     |               |
| 2020 | Giải cánh diều          | Cánh diều vàng cho Âm nhạc xuất sắc nhất - Phim điện ảnh  | Trần Mạnh Hùng | Đoạt giải | [ 10 ] [ 11 ] |